# むさしの号
むさしの号（むさしのごう）は、東日本旅客鉄道（JR東日本）が、府中本町駅・八王子駅 - 大宮駅間を中央本線・武蔵野線（旅客線）・東北本線経由で運転する普通列車の愛称である。

## 概要
乗り換えが必要な中央本線沿線・武蔵野線沿線から大宮駅までを、通常は主に貨物列車しか走行しない武蔵野線国立支線（新小平駅 - 国立駅間）・大宮支線（与野駅 - 西浦和駅間）の経由により直通する列車である。
大宮支線にはJR東日本の営業キロが設定されているが、この区間で有効な乗車券は販売されておらず、南浦和駅・武蔵浦和駅経由の乗車券で利用することになる。ただし、大都市近郊区間（東京近郊区間）の適用を受ける場合は距離の短い埼京線北与野駅・武蔵浦和駅経由の乗車券で利用することになる。

## 運行概況
朝夕のみ運行されている。朝の大宮行は中央快速線上りのラッシュを避けるため、平日2本と土休日1本を武蔵野線の府中本町駅始発としている。
- 本数
  - 大宮発（常時3本）
    - 八王子行（常時朝1本・夕2本）

  - 大宮行（平日4本・土休日5本）
    - 八王子発（平日夕2本・土休日朝夕各2本）
    - 府中本町発（平日朝2本・土休日朝1本）

| 「むさしの号」運行本数 （2017年3月以降） |            |          |          |            |          |        |
| \| \| 平日 \| 平日 \| 平日 \| 土休日 \| 土休日 \| 土休日 \| \| 大宮行 \| 大宮行 \| 大宮発 \| 大宮行 \| 大宮行 \| 大宮発 \| \| \| 八王子発 \| 府中本町発 \| 八王子行 \| 八王子発 \| 府中本町発 \| 八王子行 \| \| \| -------- \| ---------- \| -------- \| -------- \| ---------- \| -------- \| ------ \| \| 朝 \| 0 \| 2 \| 1 \| 2 \| 1 \| 1 \| \| 夕 \| 2 \| 0 \| 2 \| 2 \| 0 \| 2 \| \| 計 \| 2 \| 2 \| 3 \| 4 \| 1 \| 3 \| |            |          |          |            |          |        |
| | 平日       | 平日     | 平日     | 土休日     | 土休日   | 土休日 |
| 大宮行 | 大宮行     | 大宮発   | 大宮行   | 大宮行     | 大宮発   |        |
| 八王子発 | 府中本町発 | 八王子行 | 八王子発 | 府中本町発 | 八王子行 |        |
| 朝 | 0          | 2        | 1        | 2          | 1        | 1      |
| 夕 | 2          | 0        | 2        | 2          | 0        | 2      |
| 計 | 2          | 2        | 3        | 4          | 1        | 3      |

立川駅にて豊田発または青梅線からの快速・青梅特快東京行に連絡する大宮行列車や、快速青梅行・武蔵五日市行・立川終着から連絡する八王子行列車が存在する。
列車の折り返しは、八王子駅ではホームにて行うものの大宮駅では線路配線の都合上不可能なため、一度大宮総合車両センター東大宮センター（宇都宮線土呂駅 - 東大宮駅間）まで回送し折り返す。
なお、八王子駅・立川駅上りホームでは誤乗車防止のため「新宿・東京方面にはまいりません」と頻繁に案内される。
また、中央線大規模工事などで列車が運休または減少などの措置が採られる場合、以前は八王子発着列車も運休されていたが、現在では増発に合わせて一部区間運休措置で運転される（八王子行は東所沢止まり、大宮行きは新秋津始発など）。

## 沿線概況
大宮駅では湘南新宿ラインの列車の一部として扱われ、宇都宮線ホームの3番線から出発する。東大宮センターから回送された列車は、大宮を発車するとすぐに宇都宮線上り本線と平面交差して、湘南新宿ラインのルートである東北貨物線に入る。大宮操車場で武蔵野貨物線（大宮支線）に移り、与野駅の先で地下のトンネル（複線）に潜って行く。
大宮台地の縁を通るため、一度トンネルを抜ける区間があるが、騒音防止のコンクリートボックスに囲まれており、屋外と判らないまま次のトンネルに続く。台地の端の斜面から地上に顔を出し、高架に移ると別所信号場となり、すぐに東北新幹線・埼京線中浦和駅付近の高架をくぐる。この先は全線複線かつ完全立体交差の三角線区間であり、左へ武蔵浦和駅へ向かう支線（西浦和支線）が分岐してゆく。続いて武蔵野線の本線が進行方向左側から合流する。本線側には西浦和駅の島式ホームがあるが、貨物線は外側を通過し、国道17号新大宮バイパス・首都高速埼玉大宮線を越えると本線と合流する。当分岐点は、「むさしの号」が走る貨物線が直線状の本線側、武蔵野線本線が分岐側という構造である。
荒川を渡って、武蔵野線を各駅に停まりながら、西へ、やがて南へと向かい、新小平駅を過ぎると、地下トンネル内の上下線間に設置された中央本線への連絡線（単線）に移り、急カーブでほぼ90度西へ曲がる。中央線の上下線間に顔を出し、国立駅手前で中央線に合流して、同駅1番線に入る（大宮行きは中線の2番線に停車してから連絡線に入る）。立川駅など中央線の各駅に停車し、八王子駅3番線に到着、客扱いの後に折り返す。
武蔵野線-大宮間の直通列車は、日本国有鉄道（国鉄）時代の1983年夏ならびに年末年始・1984年夏に東北・上越新幹線連絡列車として、府中本町-大宮間で101系電車1000番台で運転された実績がある。
JR発足後も、「ホリデー快速鎌倉」などの休日臨時列車のルートとして活用されてきたが、1997年の秋田新幹線開業に伴い、東京都多摩地方から大宮にて新幹線に乗り継ぐ需要の掘り起こしを期待して、ホリデー快速で実績のあった中央本線（八王子）- 大宮間に列車を設定、「こまちリレー」と命名し、新幹線接続列車としての側面を大きく打ち出して運転を開始した（翌1998年からは「新幹線リレー」に改称）。車両はホリデー快速で多用していた急行型の165系・169系が投入され、当初は高尾と大宮を結ぶ運用もあった。
基本的に「毎日運転の臨時列車」とされた。これは運転区間のうち、国立駅 - 新小平駅間および西浦和駅 - 大宮間が貨物線であり、このことを考慮して列車番号（臨時列車の予備番号である9000番台）を付与されていたことによる。
新幹線リレーと名乗りながら、接続に難があったことから、次第に通勤列車としての面が強まってゆき、2001年に「ホリデー快速むさしの」が「ホリデー快速河口湖3・4号」に改称されたのに伴い、新幹線接続のアピールをやめ、愛称を引き継ぐ形で「快速むさしの号」とし、さらに2004年からは土曜・休日の列車を「ホリデー快速むさしの」に変更した。車両も2002年からは近郊型の115系に改められた。列車番号は2008年3月15日から、宇都宮線（東北本線）の「フェアーウェイ」や新宿駅始発・終着の「ホリデー快速河口湖」1・2号などと同じ8000番台に変更された。
JR東日本のグループ経営ビジョン「挑む」で、武蔵野線が強化されるべき環状路線群「東京メガループ」に指定されたことも一因となり、2010年12月4日のダイヤ改正により利便性・速達性の向上を狙うための増発が行われるとともに定期列車化された。ならびに武蔵野線内は短距離利用客にも配慮した各駅停車になり、快速列車から普通列車となった。
ただし、中央線内は臨時列車時代から、中央線快速停車駅である国立駅と中央特快の停車駅である日野駅・豊田駅を通過しており、中央特快よりも停車駅が少ない（快速）普通列車という「ねじれ現象」が発生していた。このため、立川駅下りホームでは「今度の列車（むさしの号）は日野・豊田には停車いたしません」という案内が頻繁に行われていた一方、途中駅を通過する速達性から、八王子-立川間だけを利用する乗客も多かった。2014年3月のダイヤ改正で、全列車が豊田、日野および国立に停車となった。

### 沿革
- 1983年（昭和58年） 夏季に臨時列車として東北・上越新幹線連絡列車として府中本町駅-大宮駅間に直通列車を設定。その年末年始と翌年夏季にも運行された[7]。
- 1997年（平成9年） 秋田新幹線「こまち」運転開始とともに「こまちリレー号」の運転を開始する。
- 1998年（平成10年） 10月1日 名称を「新幹線リレー」に変更[13]。
- 2001年（平成13年） 10月1日 名称を現行の「むさしの」に変更[14]。
  - 一時期土休日運行のものに限り名称を「ホリデー快速日光」に変更し八王子駅 - 日光駅間を運転[14]。
- 2002年（平成14年） 165・169系の運用離脱に伴い、使用車両を115系6連に変更。
- 2004年（平成16年） 土休日運行列車の名称を「ホリデー快速むさしの」に変更。
- 2005年（平成17年） 「ホリデー快速むさしの」および「むさしの2号」のダイヤが変更される。
  - 「むさしの2号」を朝の10時台から9時台に、「ホリデー快速むさしの2号」を20時台から18時台に運転時刻を変更。
- 2006年（平成18年） 大宮駅 - 奥多摩駅間を運行する快速「むさしの奥多摩」が運転される。
- 2007年（平成19年）3月18日 ダイヤ改正にともない新たに東所沢駅停車となり、乗務員交代がそれまで行われていた新秋津駅から東所沢駅に変更。
- 2010年（平成22年）12月4日 ダイヤ改正にともない定期列車化、普通列車となる。大宮行は平日2本・土休日1本から全日4本へ、八王子行は平日2本・土休日1本から全日3本へ、それぞれ増発。
  - 武蔵野線内は各駅停車となる（新座、新小平、北府中に停車、配線の関係上西浦和駅は通過）が、中央線内は立川と八王子のみ停車。車両は武蔵野線で運行されている京葉車両センター配置の205系8両編成または209系500番台8両編成に変更[15][16]。
- 2014年（平成26年）3月15日 ダイヤ改正。国立・日野・豊田に全列車停車。日中の一部列車を廃止して夜間に移し、また土休日の夕に大宮行1本を増発した。

## 車両
2010年12月の定期列車化以降は京葉車両センター所属の武蔵野線用の通勤型電車（8両編成）が使用されており、209系500番台・E231系0番台が運用されている。かつては205系も使用されていた。

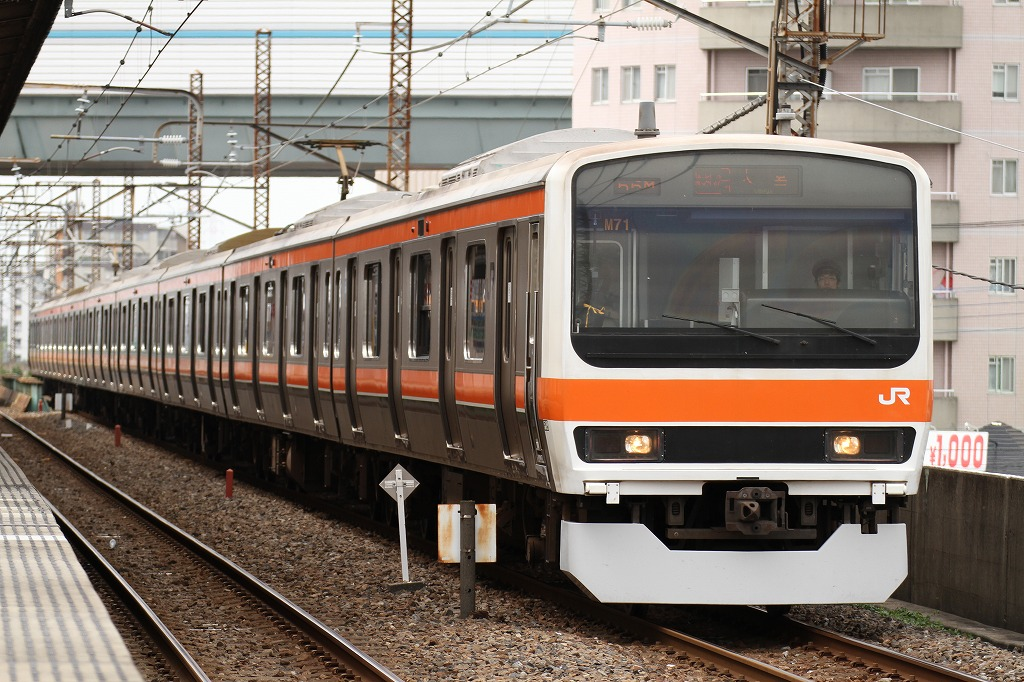
209系500番台で運行の「むさしの号」
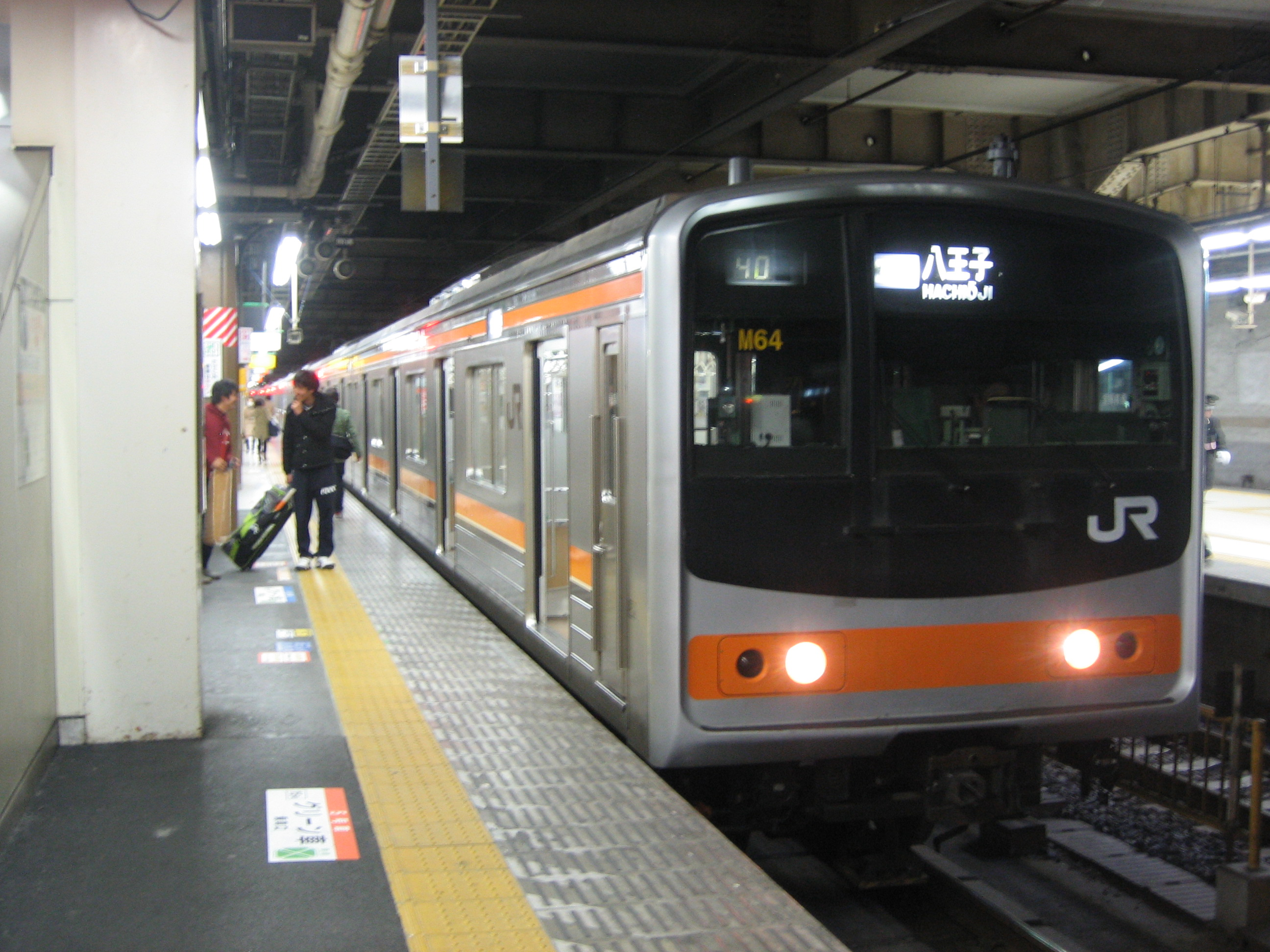
205系0番台で運行の「むさしの号」
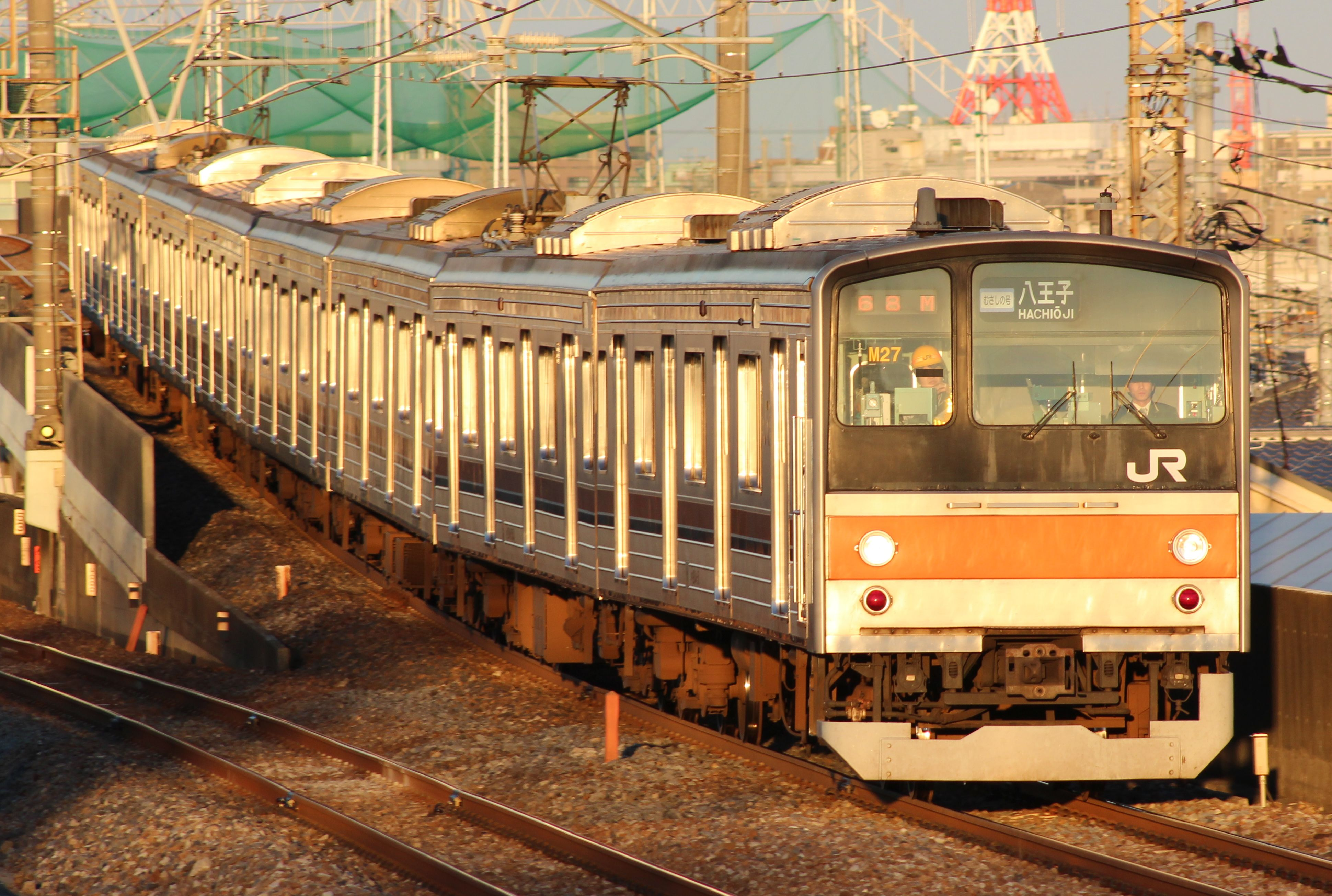
205系5000番台で運行の「むさしの号」

### 臨時列車時代
165・167・169系
1997年3月に「こまちリレー」として運転が開始された当初は、1991年に波動輸送対応用として松本運転所・幕張電車区（現・幕張車両センター）から転入した三鷹電車区（現・三鷹車両センター）所属の165・169系急行形電車3両編成2組による6両編成が投入された。当時の編成を以下に示す。
| ← 大宮八王子 →         |                    |                    |                        |                    |                    |
| クモハ165 or クモハ169 | モハ164 or モハ168 | クハ165 or クハ169 | クモハ165 or クモハ169 | モハ164 or モハ168 | クハ165 or クハ169 |

上記車両が老朽化したことから、1998年から1999年にかけて代替として、松本運転所（→松本電車区→現・松本車両センター）と長野総合車両所（現・長野総合車両センター）から169系3両編成5本、上沼垂運転区（現・新潟車両センター）から165系3両編成1本が三鷹電車区（現・三鷹車両センター）に転入した。転入に際しては、専用塗色へ変更。
「新幹線リレー」・「むさしの」・「ホリデー快速日光」には、リクライニングシート交換編成と通常のボックス式クロスシート編成を組み合わせて運用することを基本とした。客室アコモデーションは向上したものの平日朝夕など通勤客が多く利用する列車では2扉車ゆえに乗降に時間がかかり、立客のデッキ集中などの問題も目立った。

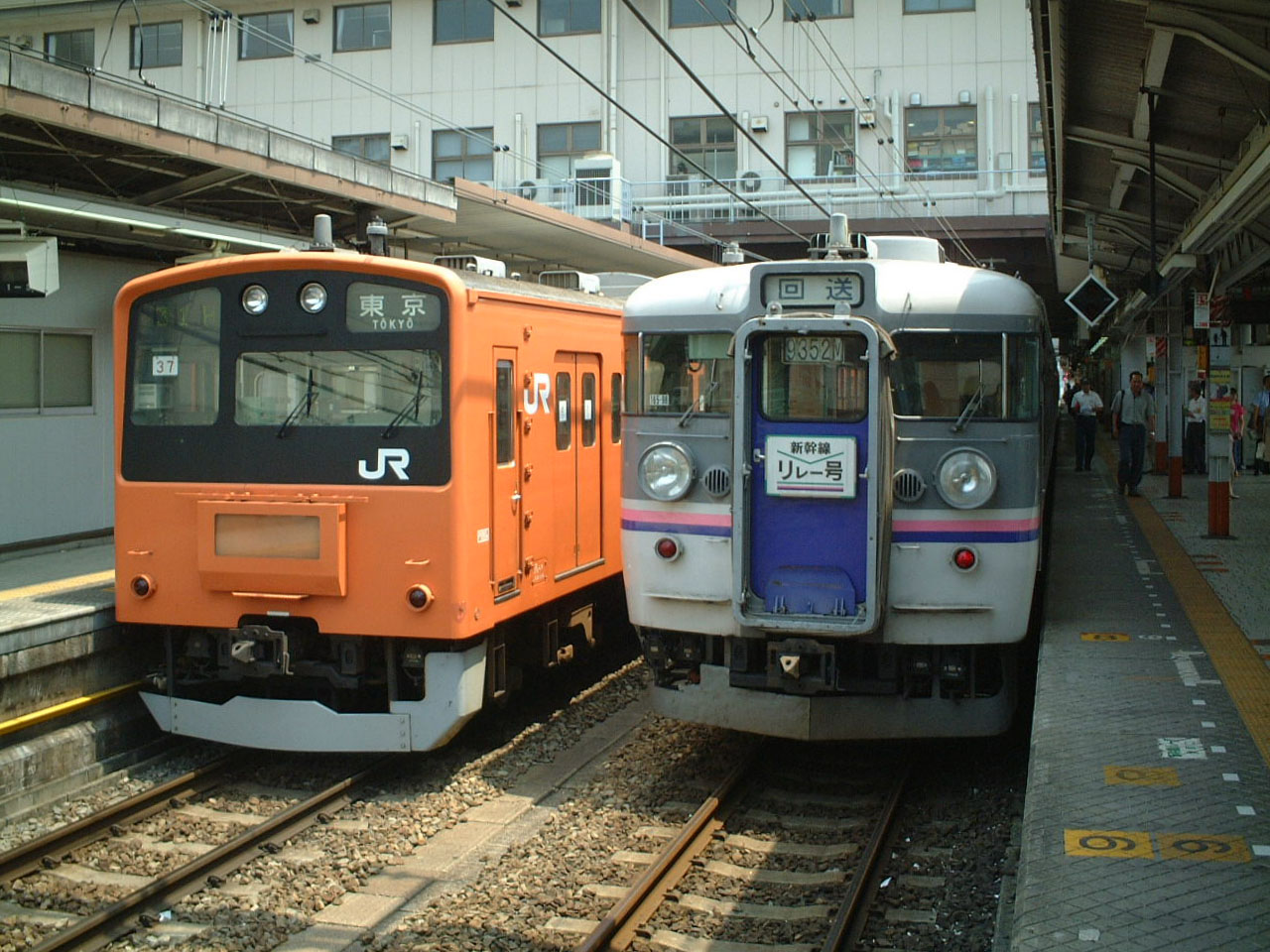
165系三鷹色で運行の「新幹線リレー」（右）
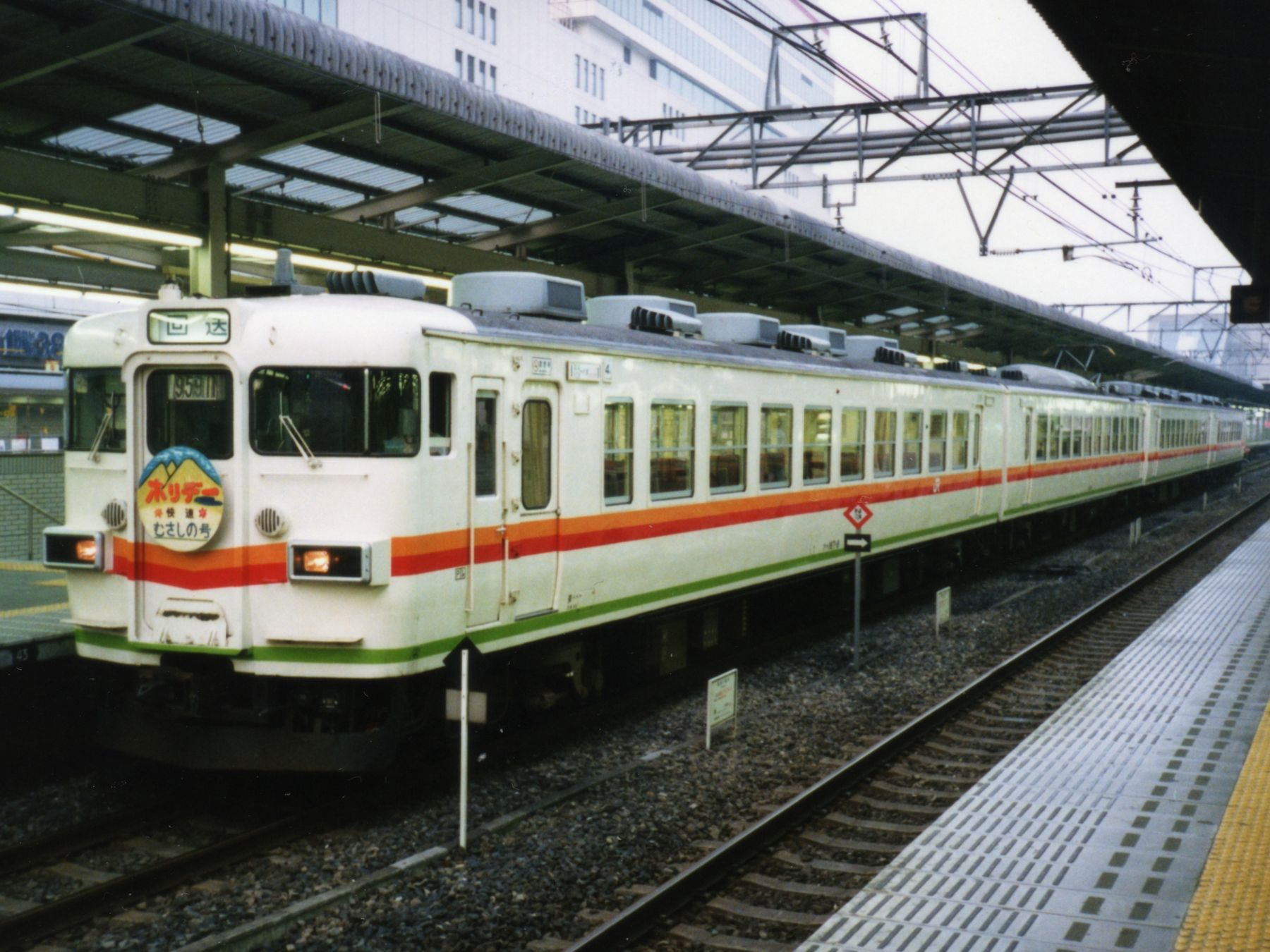
167系で運行の「ホリデー快速むさしの」
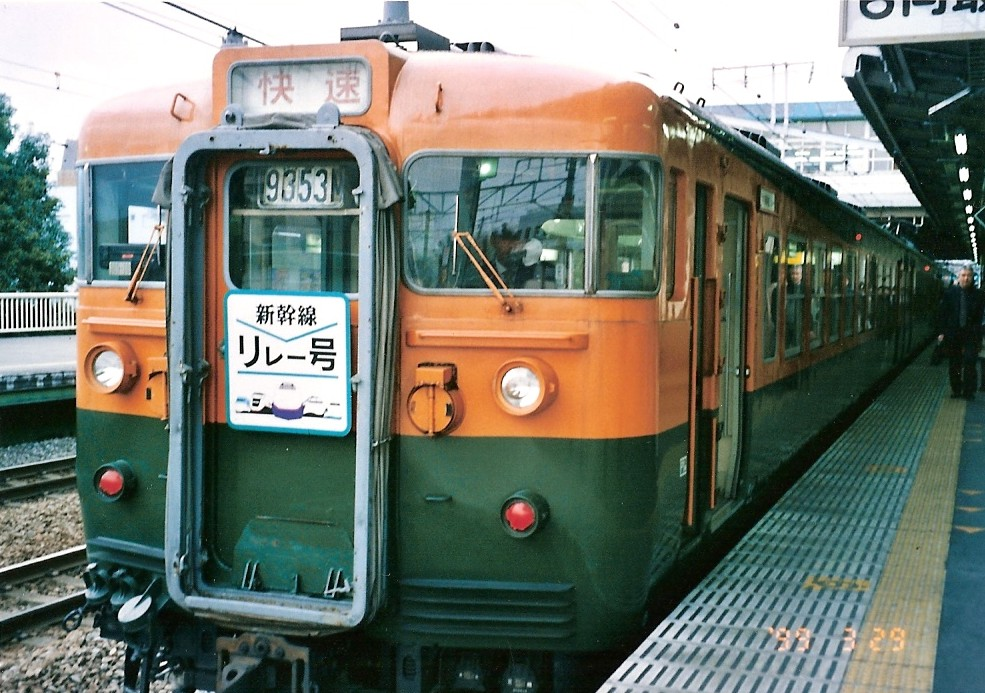
169系湘南色で運行の「新幹線リレー」

115系
2002年に165・169系が「ホリデー快速」をはじめとするすべての運用から離脱することになり、豊田車両センター所属の115系近郊形電車で6両貫通編成（M40編成）が投入された。この編成は2000年に豊田から松本に転出後、再度松本から豊田へ戻ったものであり、基本的に「むさしの」と「ホリデー快速鎌倉」専属とされ、2010年の定期列車化まで使用された。以下に編成表を示す。
| ← 大宮府中本町・八王子 → |              |              |              |              |              |
| クモハ115 -318           | モハ114 -354 | サハ115 -319 | モハ115 -348 | モハ114 -374 | クハ115 -398 |

検査などでM40編成が使用できない場合は、豊田車両センター所属の3両編成（M1 - 12編成）2本を連結した編成か長野総合車両センター所属の6両編成（C編成）が代走することもあった。

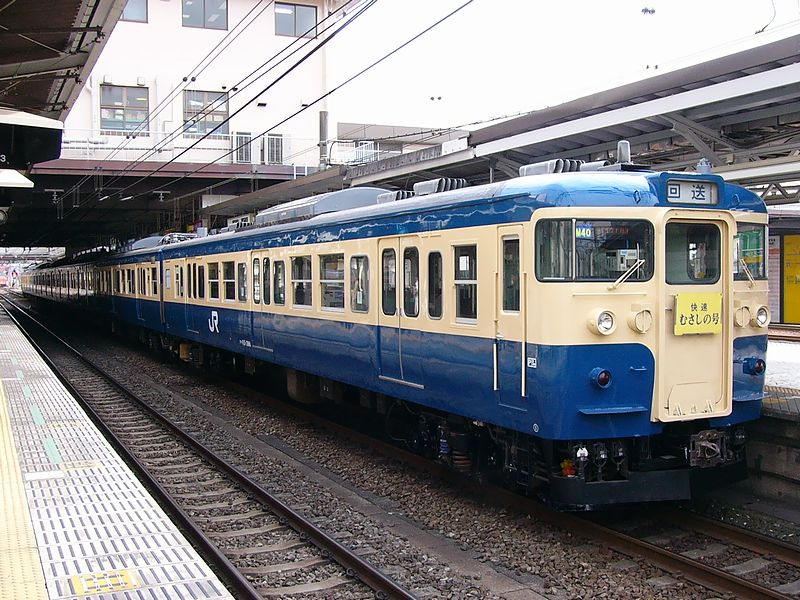
115系M40編成で運行の「むさしの号」
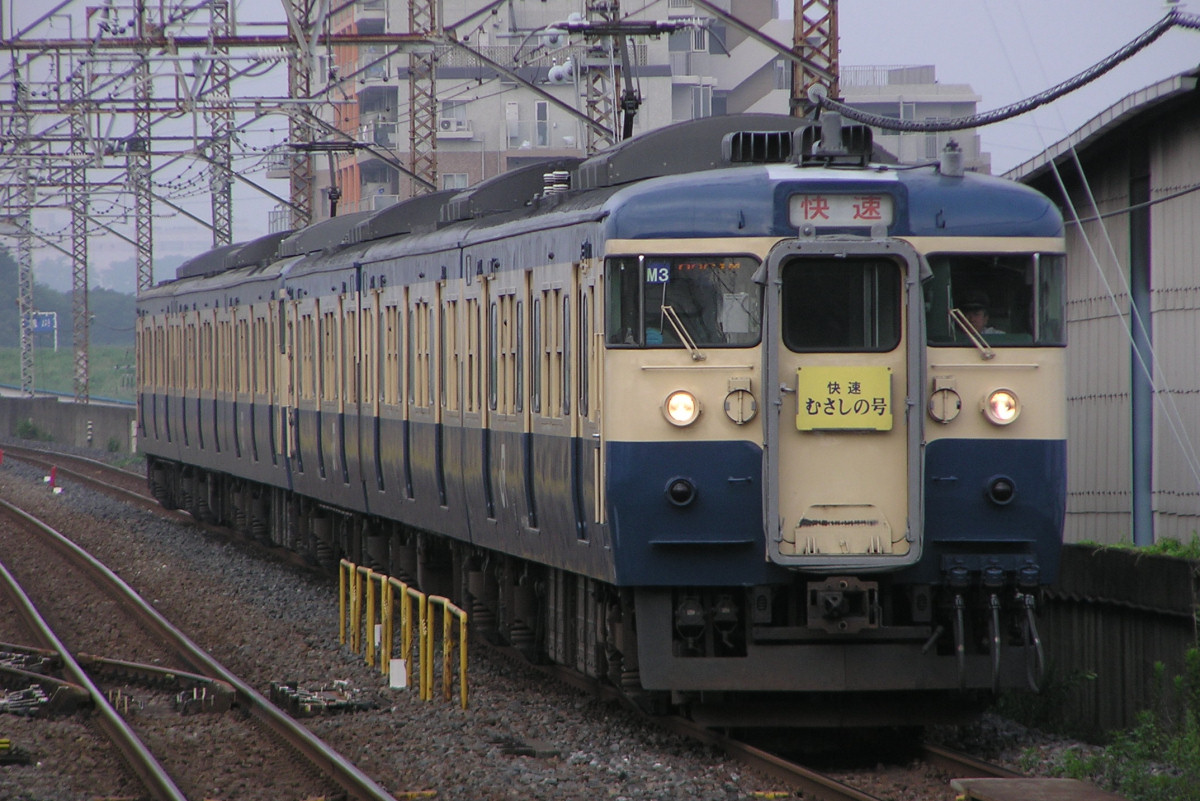
115系豊田車3両編成×2本での代走
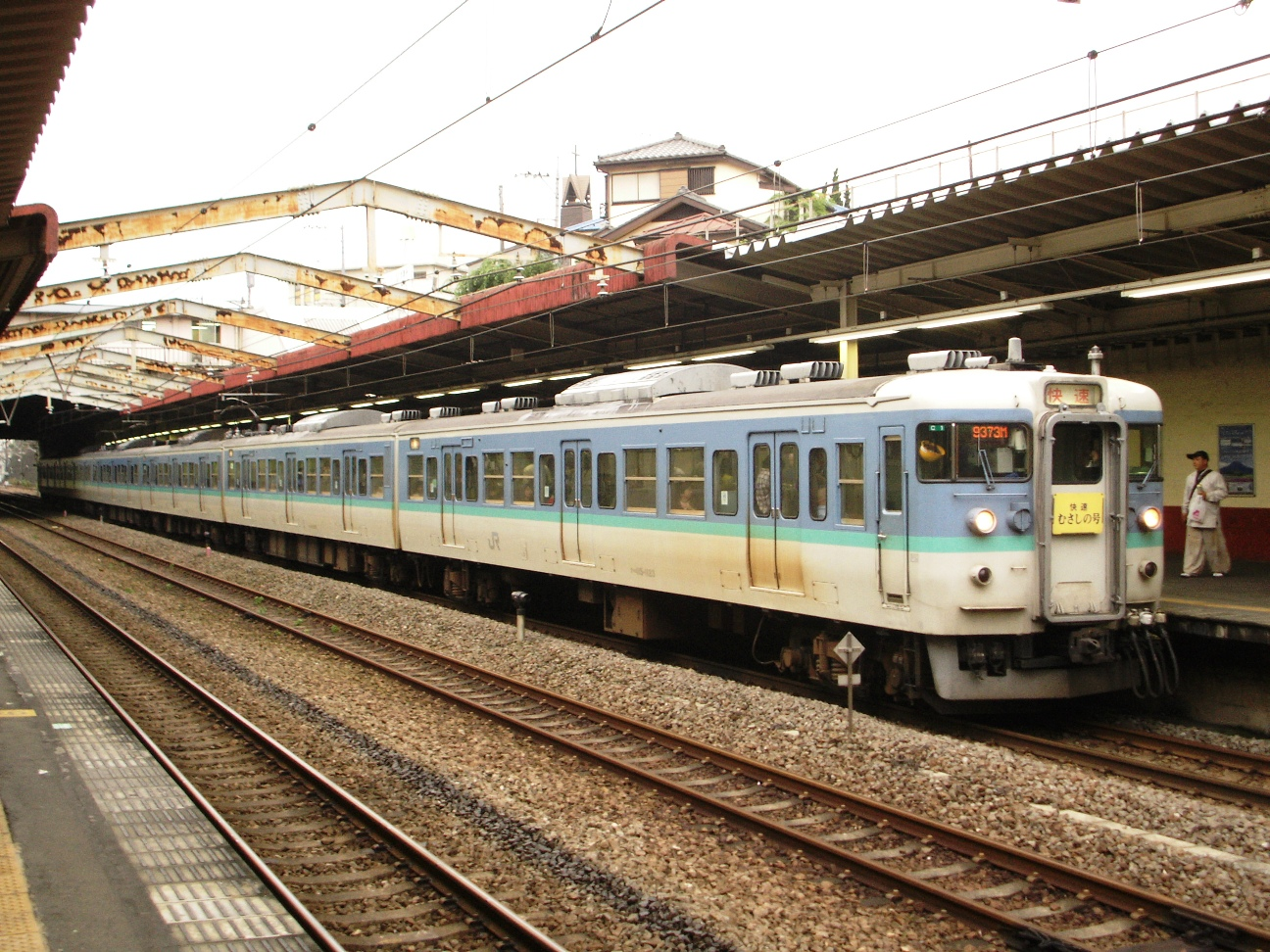
115系長野車6両編成での代走

183・189系
前述の115系を使用できない場合、長野総合車両センター所属の189系、首都圏（田町車両センター、大宮総合車両センターなど）配置の183系・189系といった特急形電車で代走する場合があった。
183・189系代走時には、通勤・通学客が多く利用する平日の「むさしの1号」などでは乗客が乗り切れない懸念があるため、停車駅では使用日を明記するなどして他の列車を利用する旨の案内が行われていた。

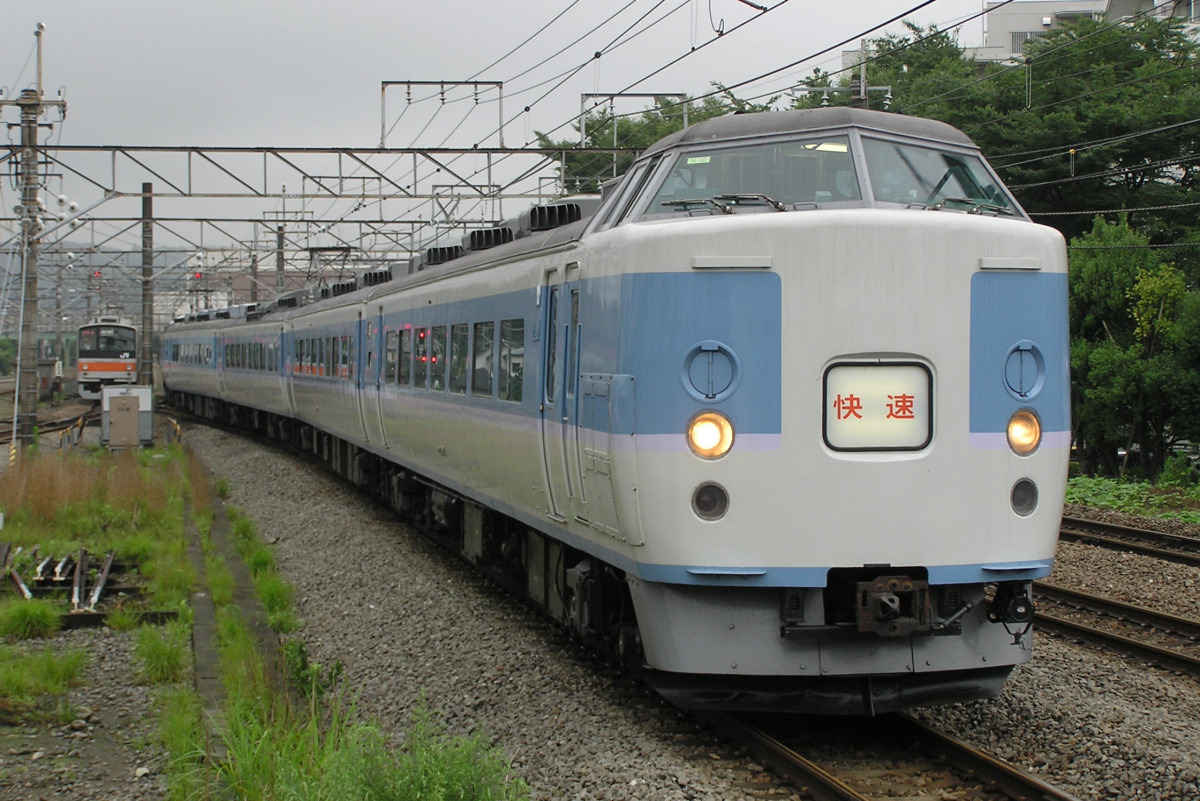
189系M50編成での代走
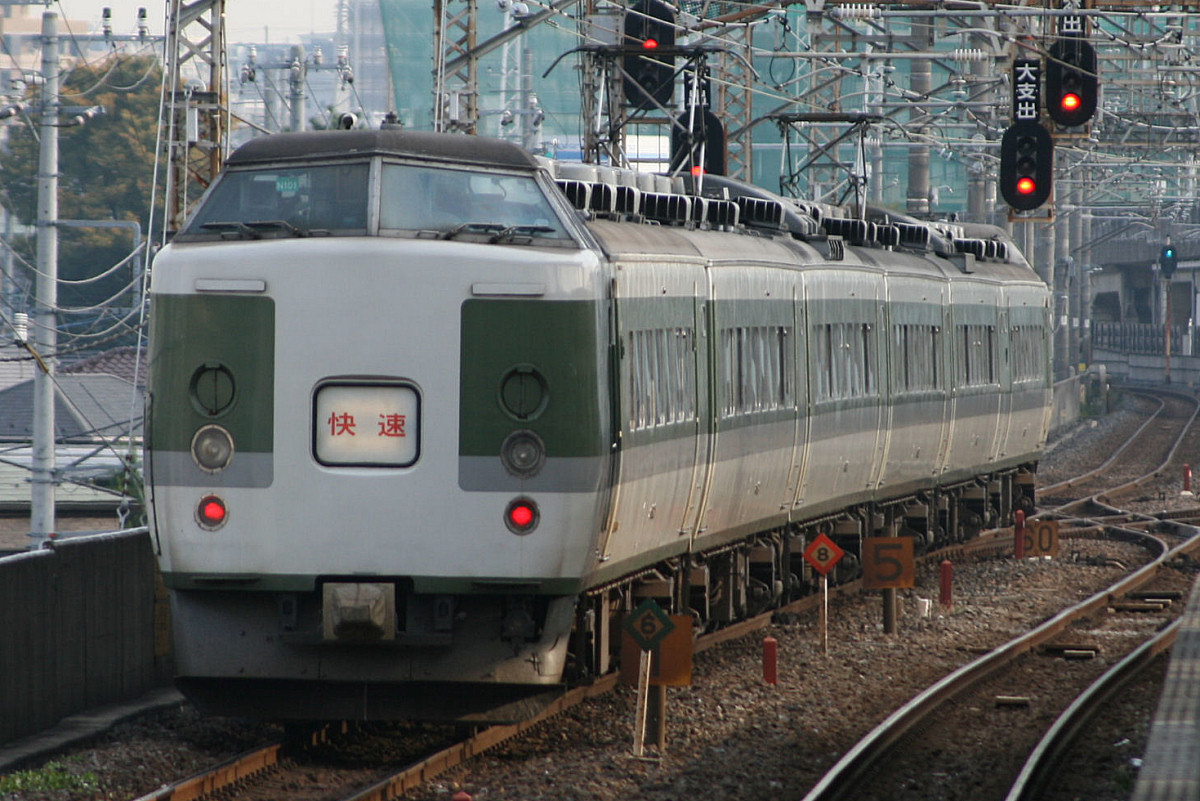
189系N101編成での代走

### ヘッドマーク
「こまちリレー」時代よりこの系統の快速列車にはすべて専用のヘッドマークが掲出されていた。「新幹線リレー号」まではイラストつきのものであったのに対し、「ホリデー快速日光」や「むさしの」は淡い黄色地に黒字で名称が表記されただけのシンプルなものであった。

## 停車駅
2014年3月15日以降
| \| 路線名称 \| 中央本線 \| 中央本線 \| 中央本線 \| 中央本線 \| 中央本線 \| 武蔵野線 \| 武蔵野線 \| 武蔵野線 \| 武蔵野線 \| 武蔵野線 \| 武蔵野線 \| 武蔵野線 \| 武蔵野線 \| 武蔵野線 \| ※ \| ※ \| ※ \| \| 駅名 \| 八王子 \| 豊田 \| 日野 \| 立川 \| 国立 \| 府中本町 \| 北府中 \| 西国分寺 \| 新小平 \| 新秋津 \| 東所沢 \| 新座 \| 北朝霞 \| 西浦和 \| 与野 \| さいたま新都心 \| 大宮 \| \| 八王子発着の列車 \| ● \| ● \| ● \| ● \| ● \| ＝ \| ＝ \| ＝ \| ● \| ● \| ● \| ● \| ● \| ― \| ― \| ― \| ● \| \| 府中本町発の列車 \| ＝ \| ＝ \| ＝ \| ＝ \| ＝ \| ● \| ● \| ● \| ● \| ● \| ● \| ● \| ● \| ― \| ― \| ― \| ● \| |          |          |          |          |          |          |          |          |          |          |          |          |          |          |      |                |      |
| 凡例 - ●：停車駅 - ―：通過駅 - ＝：経由しない駅 - ※：東北本線 備考 - 西浦和・与野・さいたま新都心は構内配線の都合ですべての「むさしの号」が通過。 - 八王子発着列車は八王子 - 国立間と新小平 - 北朝霞間、府中本町発列車は府中本町 - 北朝霞間の各駅に停車。 |          |          |          |          |          |          |          |          |          |          |          |          |          |          |      |                |      |
| 路線名称 | 中央本線 | 中央本線 | 中央本線 | 中央本線 | 中央本線 | 武蔵野線 | 武蔵野線 | 武蔵野線 | 武蔵野線 | 武蔵野線 | 武蔵野線 | 武蔵野線 | 武蔵野線 | 武蔵野線 | ※    | ※              | ※    |
| 駅名 | 八王子   | 豊田     | 日野     | 立川     | 国立     | 府中本町 | 北府中   | 西国分寺 | 新小平   | 新秋津   | 東所沢   | 新座     | 北朝霞   | 西浦和   | 与野 | さいたま新都心 | 大宮 |
| 八王子発着の列車 | ●        | ●        | ●        | ●        | ●        | ＝       | ＝       | ＝       | ●        | ●        | ●        | ●        | ●        | ―        | ―    | ―              | ●    |
| 府中本町発の列車 | ＝       | ＝       | ＝       | ＝       | ＝       | ●        | ●        | ●        | ●        | ●        | ●        | ●        | ●        | ―        | ―    | ―              | ●    |

2010年12月4日から2014年3月14日まで
| \| 路線名称 \| 中央本線 \| 中央本線 \| 中央本線 \| 中央本線 \| 中央本線 \| 武蔵野線 \| 武蔵野線 \| 武蔵野線 \| 武蔵野線 \| 武蔵野線 \| 武蔵野線 \| 武蔵野線 \| 武蔵野線 \| 武蔵野線 \| ※ \| \| 駅名 \| 八王子 \| 豊田 \| 日野 \| 立川 \| 国立 \| 府中本町 \| 北府中 \| 西国分寺 \| 新小平 \| 新秋津 \| 東所沢 \| 新座 \| 北朝霞 \| 西浦和 \| 大宮 \| \| 八王子発着の列車 \| ● \| ― \| ― \| ● \| ― \| ＝ \| ＝ \| ＝ \| ● \| ● \| ● \| ● \| ● \| ― \| ● \| \| 府中本町発の列車 \| ＝ \| ＝ \| ＝ \| ＝ \| ＝ \| ● \| ● \| ● \| ● \| ● \| ● \| ● \| ● \| ― \| ● \| |          |          |          |          |          |          |          |          |          |          |          |          |          |          |      |
| 凡例 - ●：停車駅 - ―：通過駅 - ＝：経由しない駅 - ※：東北本線 備考 - 西浦和は構内配線の都合ですべての「むさしの号」が通過。 - 八王子発着列車は豊田・日野・国立を通過。 - 八王子発着列車は新小平 - 北朝霞間、府中本町発列車は府中本町 - 北朝霞間の各駅に停車。 |          |          |          |          |          |          |          |          |          |          |          |          |          |          |      |
| 路線名称 | 中央本線 | 中央本線 | 中央本線 | 中央本線 | 中央本線 | 武蔵野線 | 武蔵野線 | 武蔵野線 | 武蔵野線 | 武蔵野線 | 武蔵野線 | 武蔵野線 | 武蔵野線 | 武蔵野線 | ※    |
| 駅名 | 八王子   | 豊田     | 日野     | 立川     | 国立     | 府中本町 | 北府中   | 西国分寺 | 新小平   | 新秋津   | 東所沢   | 新座     | 北朝霞   | 西浦和   | 大宮 |
| 八王子発着の列車 | ●        | ―        | ―        | ●        | ―        | ＝       | ＝       | ＝       | ●        | ●        | ●        | ●        | ●        | ―        | ●    |
| 府中本町発の列車 | ＝       | ＝       | ＝       | ＝       | ＝       | ●        | ●        | ●        | ●        | ●        | ●        | ●        | ●        | ―        | ●    |

2010年12月3日まで
| \| 路線名称 \| 中央本線 \| 中央本線 \| 中央本線 \| 中央本線 \| 中央本線 \| 武蔵野線 \| 武蔵野線 \| 武蔵野線 \| 武蔵野線 \| 武蔵野線 \| 武蔵野線 \| 武蔵野線 \| 武蔵野線 \| 武蔵野線 \| ※ \| \| 駅名 \| 八王子 \| 豊田 \| 日野 \| 立川 \| 国立 \| 府中本町 \| 北府中 \| 西国分寺 \| 新小平 \| 新秋津 \| 東所沢 \| 新座 \| 北朝霞 \| 西浦和 \| 大宮 \| \| 八王子発着の列車（＊1） \| ● \| ― \| ― \| ● \| ― \| ＝ \| ＝ \| ＝ \| ― \| ● \| ● \| ― \| ● \| ― \| ● \| \| 府中本町発の列車（＊2） \| ＝ \| ＝ \| ＝ \| ＝ \| ＝ \| ● \| ― \| ● \| ― \| ● \| ● \| ― \| ● \| ― \| ● \| |          |          |          |          |          |          |          |          |          |          |          |          |          |          |      |
| 凡例 - ●：停車駅 - ―：通過駅 - ＝：経由しない駅 - ※：東北本線 - ＊1：「むさしの号」2・3・4号 「ホリデー快速むさしの号」 - ＊2：「むさしの号」1号 備考 - 西浦和は構内配線の都合ですべての「むさしの号」が通過。 - 八王子発着列車は中央本線内では豊田・日野・国立を通過。武蔵野線内では新秋津・東所沢・北朝霞のみ停車。 - 府中本町発の列車は武蔵野線内では西国分寺・新秋津・東所沢・北朝霞のみ停車。 |          |          |          |          |          |          |          |          |          |          |          |          |          |          |      |
| 路線名称 | 中央本線 | 中央本線 | 中央本線 | 中央本線 | 中央本線 | 武蔵野線 | 武蔵野線 | 武蔵野線 | 武蔵野線 | 武蔵野線 | 武蔵野線 | 武蔵野線 | 武蔵野線 | 武蔵野線 | ※    |
| 駅名 | 八王子   | 豊田     | 日野     | 立川     | 国立     | 府中本町 | 北府中   | 西国分寺 | 新小平   | 新秋津   | 東所沢   | 新座     | 北朝霞   | 西浦和   | 大宮 |
| 八王子発着の列車（＊1） | ●        | ―        | ―        | ●        | ―        | ＝       | ＝       | ＝       | ―        | ●        | ●        | ―        | ●        | ―        | ●    |
| 府中本町発の列車（＊2） | ＝       | ＝       | ＝       | ＝       | ＝       | ●        | ―        | ●        | ―        | ●        | ●        | ―        | ●        | ―        | ●    |

## 沿革
快速「むさしの奥多摩号」：大宮駅 - 奥多摩駅
- 2006年の大型連休から運転開始。武蔵野線内は貨物列車のダイヤで、青梅線青梅駅 - 奥多摩駅間は定期普通列車のダイヤで運転された。車両は小山車両センター所属115系4両編成（Y427編成）が投入されたが、2007年11月までに廃車となったことから同年春から2009年春までは201系「四季彩」が投入された。2009年夏以降は列車そのものが設定されない状態となった。

- 2012年夏に設定され、高崎車両センター所属115系により運転されたが、7月28日に投入されたT1091編成が下り列車で車両故障を起こしたため、同日の上り列車と29日の運用には豊田車両センター所属E233系青462編成が代走投入された。8月4日以降の運転では本来の高崎車両センター所属115系による運用となったが、同年秋と2013年春の運転では豊田車両センター所属M40編成に変更された。

停車駅
| \| 路線名称 \| 青梅線 \| 青梅線 \| 青梅線 \| 青梅線 \| 青梅線 \| 青梅線 \| 青梅線 \| 中央本線 \| 中央本線 \| 武蔵野線 \| 武蔵野線 \| 武蔵野線 \| 武蔵野線 \| 武蔵野線 \| 武蔵野線 \| ※ \| \| 駅名 \| 奥多摩 \| … \| 青梅 \| 河辺 \| 福生 \| 拝島 \| 西立川 \| 立川 \| 国立 \| 新小平 \| 新秋津 \| 東所沢 \| 新座 \| 北朝霞 \| 西浦和 \| 大宮 \| \| 2006年 \| ● \| - 古里 - 御嶽 - \| ● \| ▲ \| ― \| ● \| ― \| ● \| ― \| ― \| ● \| ― \| ― \| ● \| ― \| ● \| \| 2007年2008年2009年 \| ● \| - 各駅停車 - \| ● \| ● \| ● \| ● \| ● \| ● \| ― \| ― \| ● \| ― \| ― \| ● \| ― \| ● \| \| 2012年 \| ● \| - 御嶽 - \| ● \| ― \| ― \| ● \| ● \| ● \| ― \| ― \| ● \| ● \| ― \| ● \| ― \| ● \| |        |                 |        |        |        |        |        |          |          |          |          |          |          |          |          |      |
| 凡例 - ●：停車駅 - ▲：奥多摩行きは停車、大宮行きは通過 - ―：通過駅 - ※：東北本線 備考 - 西浦和は構内配線の都合で通過。 - 中央本線内では国立を通過。武蔵野線内では2006年から2009年まで新秋津・北朝霞のみ停車だったが、2012年は東所沢が追加された。 - 青梅線内では停車駅のみ記載。 |        |                 |        |        |        |        |        |          |          |          |          |          |          |          |          |      |
| 路線名称 | 青梅線 | 青梅線          | 青梅線 | 青梅線 | 青梅線 | 青梅線 | 青梅線 | 中央本線 | 中央本線 | 武蔵野線 | 武蔵野線 | 武蔵野線 | 武蔵野線 | 武蔵野線 | 武蔵野線 | ※    |
| 駅名 | 奥多摩 | …               | 青梅   | 河辺   | 福生   | 拝島   | 西立川 | 立川     | 国立     | 新小平   | 新秋津   | 東所沢   | 新座     | 北朝霞   | 西浦和   | 大宮 |
| 2006年 | ●      | - 古里 - 御嶽 - | ●      | ▲      | ―      | ●      | ―      | ●        | ―        | ―        | ●        | ―        | ―        | ●        | ―        | ●    |
| 2007年2008年2009年 | ●      | - 各駅停車 -    | ●      | ●      | ●      | ●      | ●      | ●        | ―        | ―        | ●        | ―        | ―        | ●        | ―        | ●    |
| 2012年 | ●      | - 御嶽 -        | ●      | ―      | ―      | ●      | ●      | ●        | ―        | ―        | ●        | ●        | ―        | ●        | ―        | ●    |

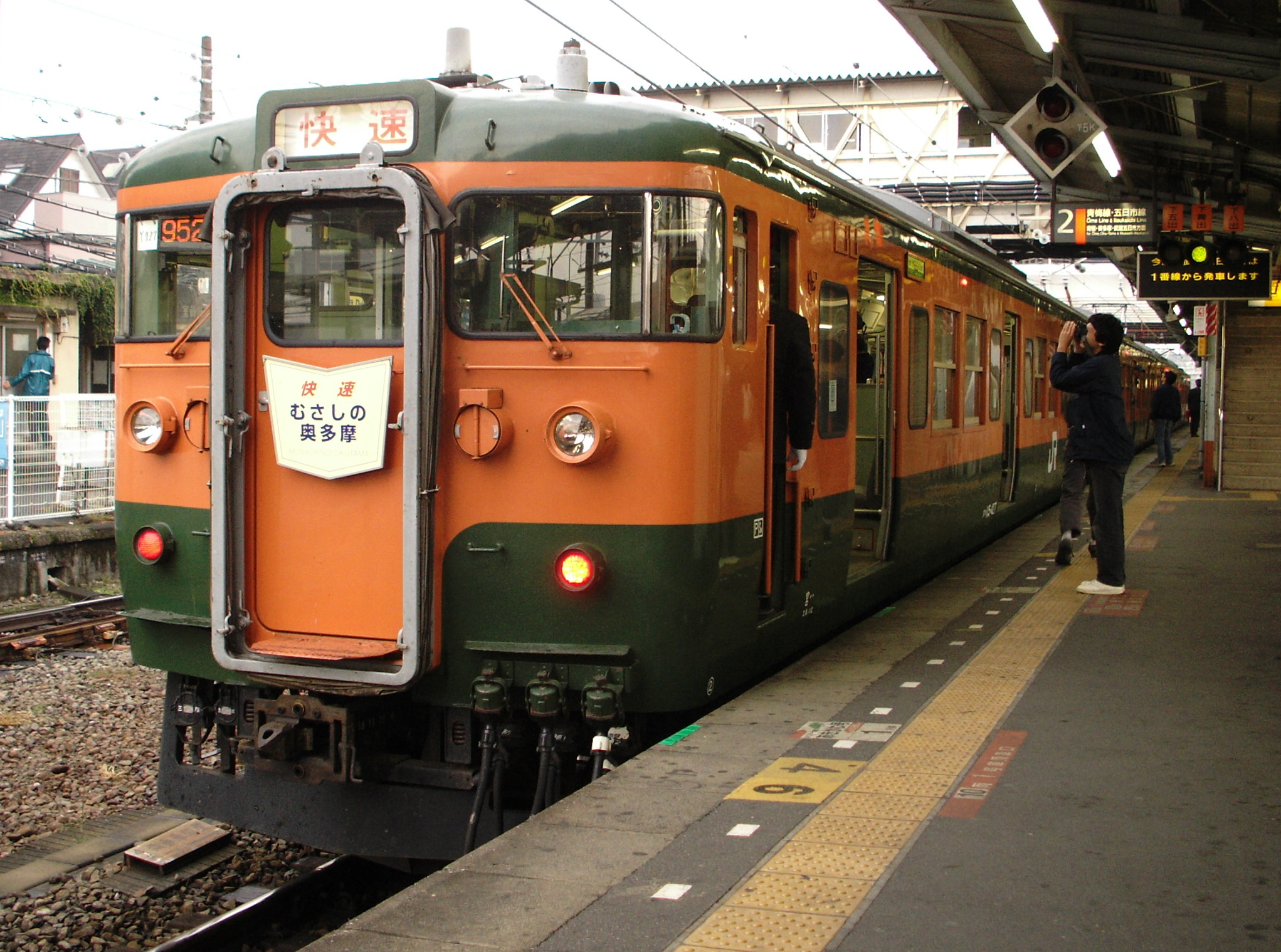
快速「むさしの奥多摩号」 小山車両センター 115系Y427編成
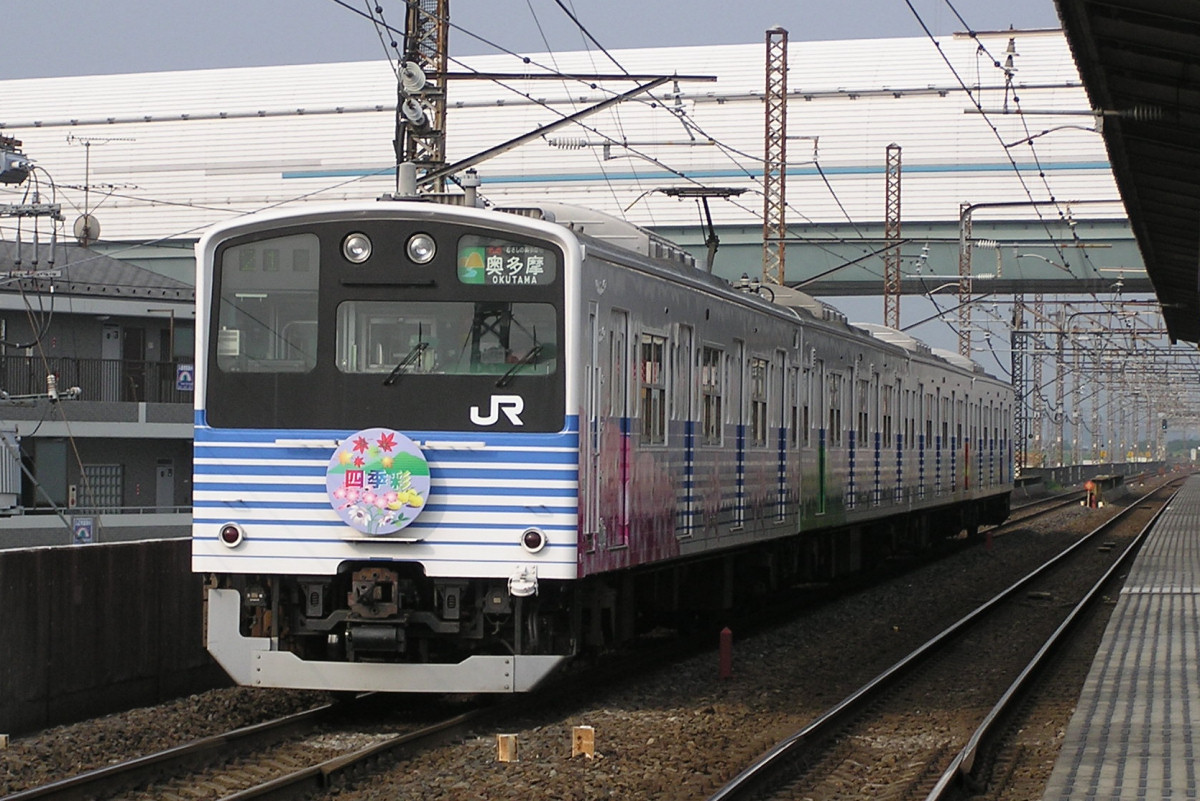
快速「むさしの奥多摩号」 豊田車両センター 201系「四季彩」

「ホリデー快速日光」：八王子駅 - 大宮駅 - 宇都宮駅 - 日光駅
「ホリデー快速湘南日光」：平塚駅 - 横浜駅 - （武蔵野線経由） - 大宮駅 - 宇都宮駅 - 日光駅
- 2002年秋期シーズンのみ田町電車区（→田町車両センター→東京総合車両センター田町センター）所属の167系8両編成（メルヘン車+アコモ車）で運転。

快速「成田山初詣むさしの」：府中本町駅 - （武蔵野線・常磐線・成田線経由） -  成田駅
- 2008年から成人の日（1月第2月曜日）に183系・189系電車6両編成で運転される全車座席指定初詣臨時列車。

停車駅
| \| 路線名称 \| 東海道本線 \| 東海道本線 \| 東海道本線 \| 東海道本線 \| 東海道本線 \| 中央本線 \| 中央本線 \| 武蔵野線 \| 武蔵野線 \| 武蔵野線 \| 武蔵野線 \| 武蔵野線 \| 東北本線 \| 東北本線 \| 東北本線 \| 東北本線 \| 東北本線 \| 東北本線 \| 東北本線 \| 日光線 \| 日光線 \| 日光線 \| 成田線 \| \| 駅名 \| 平塚 \| 茅ケ崎 \| 藤沢 \| 大船 \| 横浜 \| 八王子 \| 立川 \| 府中本町 \| 西国分寺 \| 新秋津 \| 東所沢 \| 北朝霞 \| 大宮 \| 蓮田 \| 久喜 \| 古河 \| 小山 \| 石橋 \| 宇都宮 \| 鹿沼 \| 今市 \| 日光 \| 成田 \| \| 日光 \| ＝ \| ＝ \| ＝ \| ＝ \| ＝ \| ● \| ● \| ＝ \| ＝ \| ● \| ― \| ● \| ● \| ● \| ● \| ● \| ● \| ● \| ● \| ▲ \| ● \| ● \| ＝ \| \| 湘南日光 \| ● \| ● \| ● \| ● \| ● \| ＝ \| ＝ \| ● \| ● \| ● \| ― \| ● \| ● \| ● \| ● \| ● \| ● \| ― \| ● \| ● \| ● \| ● \| ＝ \| \| 成田山 \| ＝ \| ＝ \| ＝ \| ＝ \| ＝ \| ＝ \| ＝ \| ● \| ● \| ● \| ● \| ― \| 武蔵野線（南流山）・常磐線経由 途中全駅通過 \| 武蔵野線（南流山）・常磐線経由 途中全駅通過 \| 武蔵野線（南流山）・常磐線経由 途中全駅通過 \| 武蔵野線（南流山）・常磐線経由 途中全駅通過 \| 武蔵野線（南流山）・常磐線経由 途中全駅通過 \| 武蔵野線（南流山）・常磐線経由 途中全駅通過 \| 武蔵野線（南流山）・常磐線経由 途中全駅通過 \| 武蔵野線（南流山）・常磐線経由 途中全駅通過 \| 武蔵野線（南流山）・常磐線経由 途中全駅通過 \| 武蔵野線（南流山）・常磐線経由 途中全駅通過 \| ● \| |            |            |            |            |            |          |          |          |          |          |          |          |                                             |                                             |                                             |                                             |                                             |                                             |                                             |                                             |                                             |                                             |        |
| 凡例 - ●：停車駅 - ▲：臨時停車駅 - ―：通過駅 - ＝：経由しない駅 - 日光：「ホリデー快速日光」 - 湘南日光：「ホリデー快速湘南日光」 - 成田山：快速「成田山初詣むさしの」 備考 - 各線とも停車駅のみ記載。 - 鹿沼は運転日により停車。 |            |            |            |            |            |          |          |          |          |          |          |          |                                             |                                             |                                             |                                             |                                             |                                             |                                             |                                             |                                             |                                             |        |
| 路線名称 | 東海道本線 | 東海道本線 | 東海道本線 | 東海道本線 | 東海道本線 | 中央本線 | 中央本線 | 武蔵野線 | 武蔵野線 | 武蔵野線 | 武蔵野線 | 武蔵野線 | 東北本線                                    | 東北本線                                    | 東北本線                                    | 東北本線                                    | 東北本線                                    | 東北本線                                    | 東北本線                                    | 日光線                                      | 日光線                                      | 日光線                                      | 成田線 |
| 駅名 | 平塚       | 茅ケ崎     | 藤沢       | 大船       | 横浜       | 八王子   | 立川     | 府中本町 | 西国分寺 | 新秋津   | 東所沢   | 北朝霞   | 大宮                                        | 蓮田                                        | 久喜                                        | 古河                                        | 小山                                        | 石橋                                        | 宇都宮                                      | 鹿沼                                        | 今市                                        | 日光                                        | 成田   |
| 日光 | ＝         | ＝         | ＝         | ＝         | ＝         | ●        | ●        | ＝       | ＝       | ●        | ―        | ●        | ●                                           | ●                                           | ●                                           | ●                                           | ●                                           | ●                                           | ●                                           | ▲                                           | ●                                           | ●                                           | ＝     |
| 湘南日光 | ●          | ●          | ●          | ●          | ●          | ＝       | ＝       | ●        | ●        | ●        | ―        | ●        | ●                                           | ●                                           | ●                                           | ●                                           | ●                                           | ―                                           | ●                                           | ●                                           | ●                                           | ●                                           | ＝     |
| 成田山 | ＝         | ＝         | ＝         | ＝         | ＝         | ＝       | ＝       | ●        | ●        | ●        | ●        | ―        | 武蔵野線（南流山）・常磐線経由 途中全駅通過 | 武蔵野線（南流山）・常磐線経由 途中全駅通過 | 武蔵野線（南流山）・常磐線経由 途中全駅通過 | 武蔵野線（南流山）・常磐線経由 途中全駅通過 | 武蔵野線（南流山）・常磐線経由 途中全駅通過 | 武蔵野線（南流山）・常磐線経由 途中全駅通過 | 武蔵野線（南流山）・常磐線経由 途中全駅通過 | 武蔵野線（南流山）・常磐線経由 途中全駅通過 | 武蔵野線（南流山）・常磐線経由 途中全駅通過 | 武蔵野線（南流山）・常磐線経由 途中全駅通過 | ●      |